# Refugio naval Bryde
El refugio naval Bryde es un refugio en ruinas de Argentina en la Antártida ubicado en el islote Ricardo cercano a la isla Bryde, entre el estrecho de Gerlache y la costa Danco, al oeste de la Tierra de San Martín (o península Antártica) sobre el mar de Bellingshausen en las coordenadas 64°53′S 62°56′O / -64.883, -62.933. Fue inaugurado por la Armada Argentina el 24 de noviembre de 1953. Se encuentra cercano a la Base Antártica Brown.
Consistía de una construcción de madera que fue ocupada en el verano de 1953-1954, con provisiones para tres personas durante tres meses.
En el Plan Anual Antártico 2018-2019 está previsto localizar sus restos.